# Film érotique
Un film érotique, dit également film de charme, film porno soft ou film softporn, est un film à finalité érotique où la sexualité occupe une place centrale. Si la nudité est présente dans les films érotiques, les rapports sexuels y sont simulés ou présentés de façon que les organes génitaux ne soient pas visibles, ce qui représente leur principale différence par rapport aux films pornographiques.
Les films érotiques se rattachent à ce que l'on désigne sous le nom de « pornographie soft », tandis que les films pornographiques relèvent de la « pornographie hard ».
Certains films qui incluent des scènes érotiques jouent sur divers genres cinématographiques : thrillers érotiques, comédies érotiques, films d'amour…

## Histoire

### 1896-1951: les années de censure
En 1896, le premier baiser à l'écran dans The Kiss, entre John C. Rice et May Irwin, déclenche la polémique : un journaliste du Chicago Tribune demande l'intervention de la police contre cette « obscénité ».
La censure appliquée au cinéma apparaît en 1907 aux États-Unis et en 1909 en Angleterre et en France. À partir de là, la nudité se dévoile dans deux circuits parallèles, le premier, clandestin, avec la confection de bandes érotiques pour une bourgeoisie aisée, le second, grand public, sous forme de suggestion. Pour montrer davantage qu’une épaule dénudée, il faut un alibi, celui d'une société « décadente » appartenant au passé comme dans Cabiria en 1914. Le personnage de la femme fatale apparaît pour la première fois dans Embrasse-moi, idiot (1915) sous les traits de Theda Bara.
Pour créer un semblant d'érotisme, les réalisateurs jouent avec les ombres et les transparences. Erich von Stroheim, qu'Hervé Bazin appelait « le marquis de Sade du cinéma », multiplie les scènes d'amour au clair de lune et les viols dans Folies de femmes (1922),  La Symphonie nuptiale (1928), Mariage de prince (1927) et Queen Kelly (1928).
Promu par le sénateur William Hays et adopté par les studios hollywoodiens, le code Hays établit des règles précises en matière de moralité : les décolletés sont limités de dos jusqu'à la taille, de face jusqu'à la naissance des seins, et le nombril ne peut être montré. Les « mouvements inconvenants » sont interdits.
Si Tarzan est torse nu, exotisme oblige, l'évolution des tenues de Jane dans la série produite par la Metro-Goldwyn-Mayer avec Johnny Weissmuller est flagrante : dans Tarzan, l'homme singe (1932) et dans Tarzan et sa compagne (1934) elle n’est vêtue que d’une peau de bête qui ne cache pas grand-chose, dans Tarzan s'évade (1936) elle est revêtue d'une combinaison qui ne met plus du tout en valeur ses formes. Les producteurs américains vont jouer avec les allusions. Le fétichisme sexuel atteint une sorte d’âge d'or. Les actrices développent des poitrines de plus en plus fortes. À Mae West, que le magnat de la presse William Hearst qualifiait de « monstre lubrique », succède Jane Russell. La publicité du film Le Banni de Howard Hughes est principalement basée sur sa poitrine généreuse, ce qui retarda la sortie du film de trois ans.
En 1946, un striptease apparaît encore comme le comble de l'érotisme lorsque Rita Hayworth enlève seulement son gant dans Gilda.
Le cinéma européen est plus libre que son homologue américain. En 1933, dans Extase du tchécoslovaque Gustav Machatý, Hedy Lamarr apparaît entièrement nue sortant de son bain. Le gouvernement américain en fera brûler symboliquement une copie en 1935.
En France, dans Le jour se lève (1936), Arletty est nue sous sa douche mais le plan sera coupé par la censure.

### 1952-1968: l'écran se libère
En 1952, la Cour suprême des États-Unis revient sur la décision de 1915 et décide que le cinéma doit bénéficier de la liberté d'expression garantie par le premier amendement de la Constitution des États-Unis d'Amérique.
Quatre ans plus tard, la sortie simultanée de Et Dieu… créa la femme de Roger Vadim avec Brigitte Bardot en sex-symbol de renommée mondiale et de Baby Doll d'Elia Kazan qui met en avant la sensualité de son héroïne, ouvre une voie dans laquelle une partie importante de la production européenne et américaine va s'engouffrer, le cinéma italien en tête. Il y aura bien un durcissement de la censure à la fin des années 1950, mais le mouvement est lancé.
À Hollywood, les réalisateurs jouent avec les métaphores y compris dans les films de studio à caractère non érotique. Dans La Mort aux trousses, Alfred Hitchcock fait suivre la scène où Cary Grant et Eva Marie Saint s'enlacent dans un wagon par un plan montrant un train entrant dans un tunnel.
Dans Spartacus, Stanley Kubrick évoque avec subtilité l'homosexualité du personnage de Laurence Olivier qui explique à Tony Curtis qu'il aime aussi bien « les huîtres » que « les escargots ».
Les producteurs indépendants créent un nouveau genre, le film de nudistes sans contact physique et sans nudité montrée. Russ Meyer, ancien photographe de Playboy, s'engage dans cette brèche pour créer ses films parodiques avec des actrices aux seins hypertrophiés.
L'Immoral Mr. Teas (1960) de Russ Meyer constitue l'un des premiers films à caractère pornographique américain qui ait bénéficié d'une distribution officielle et de l'attention d'une critique sérieuse. Par rapport à la production européenne importée sous le manteau, le film de Russ Meyer innove en racontant une histoire — Mr. Teas a la faculté de déshabiller les femmes de son regard ! — avec des personnages ayant un minimum de psychologie. L'Immoral Mr. Teas marque le début d'une série de films à succès pour son auteur qui dépassent largement le cadre des salles spécialisées et attirent donc un nouveau public.
En Europe, les films érotiques se cachent encore derrière l'alibi de l'éducation sexuelle. La série allemande des Helga connaît un très gros succès en 1968 avec plus de quatre millions de spectateurs en Allemagne et autant en France pour le premier des deux films. Sur les affiches, la prostitution, la traite des Blanches, et la libération des mœurs font fleurir des avertissements sur les affiches des films concernés, en forme d'appel à consommer.
En 1965, Le Prêteur sur gages de Sidney Lumet est le premier film produit par un grand studio à montrer des seins nus. En 1966, Ernst Hofbauer réalise la comédie érotique La Fontaine aux mille plaisirs. En 1967, Michelangelo Antonioni tourne Blow-Up.
La censure gouvernementale tente d'interdire Suzanne Simonin, la Religieuse de Diderot (d'après Diderot) réalisé par Jacques Rivette en 1966 et qui présente une mère supérieure « entreprenante ». Aux États-Unis, en 1967, le Congrès vote la création d'une Commission sur la pornographie et l'obscénité pour faire face à une production montrant une nudité complète et des comportements sexuels de plus en plus libérés.

### 1969-1980: l'âge d'or

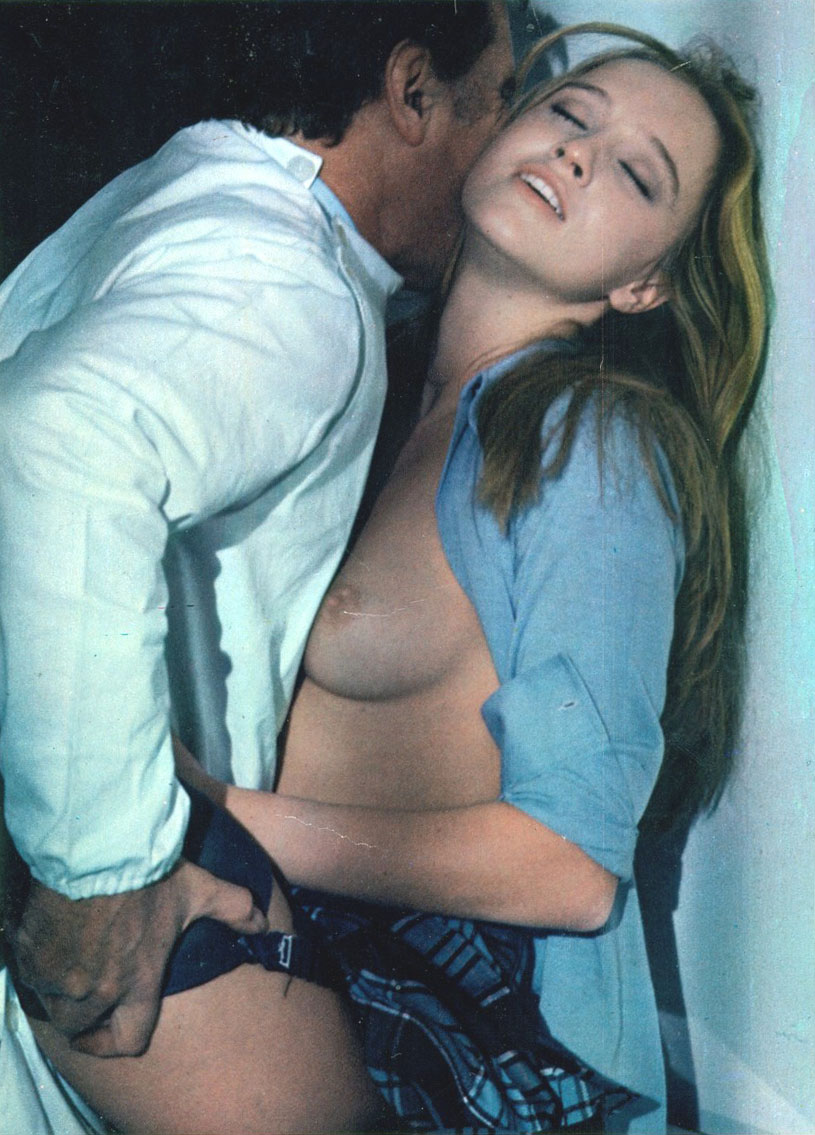
L'actrice italienne Eleonora Giorgi, dans une scène du film Appassionata (1974) de Gianluigi Calderone.

#### Vague populaire des films érotiques («soft»)
La fin des années 1960 est marquée par un très fort mouvement social libertaire qui trouve sa principale concrétisation en France avec mai 68 et aux États-Unis avec le festival de Woodstock. Le film consacré à cette dernière manifestation diffuse à travers le monde une image de liberté sexuelle. Si d'aucuns qualifient cette période d'âge d'or, d'autres en parlent au contraire comme d'un moment de grande confusion des genres, tant sur le plan moral qu'esthétique. Plus précisément, le flottement législatif, le plaisir de braver l'interdit et les appétits commerciaux conduisent durant ces 20 années à ne plus distinguer pornographie et érotisme, deux genres que certains critiques considèrent comme d'essences bien distinctes.
Cette tendance libertaire va permettre au cinéma traditionnel d'aborder de nouveaux thèmes ou de parler plus ouvertement des relations sexuelles. L'homosexualité est abordée dans Thérèse et Isabelle, la polygamie dans Bob et Carole et Ted et Alice ou encore Le Mariage collectif. En 1971, Le Dernier Tango à Paris aborde la sodomie, assurant au film une renommée et un succès important avec plus de cinq millions d'entrées en France.
À partir de 1973, la France voit arriver une production de films B ou Z « avec séquences additionnelles », c'est-à-dire des films traditionnels à petit budget comportant des scènes rajoutées provenant de films hards ou érotiques. Ce phénomène dure un an, jusqu'à l'exploitation in extenso des films d'où sont tirées ces scènes supplémentaires. Parmi cette production de films érotiques, on trouve L'Étalon italien qui marque les débuts de Sylvester Stallone.
Se développe alors une production de luxe de films ouvertement érotiques qui bénéficient d'une promotion comparable à celle des films traditionnels. Emmanuelle est le fleuron de cette époque.
Le cinéma populaire s'empare du mouvement : Les Galettes de Pont-Aven de Joël Séria, qui contient de nombreuses scènes de nu, raconte la dérive hédoniste et érotique d'un représentant de commerce qui devient peintre. Georges Lautner réalise une comédie sur le sujet, On aura tout vu avec Pierre Richard et une Miou-Miou débutante très déshabillée. Les premiers films de Bertrand Blier, Les Valseuses et Calmos, sont empreints de cette désacralisation du nu qui caractérise l'époque. Aux États-Unis, les actrices de premier plan acceptent de se déshabiller. Le dessin-animé n'est pas en reste, puisque 1976 voit également sur les écrans Tarzoon, la honte de la jungle de Picha, qui raconte les aventures coquines de l'homme-singe.
Le mouvement gagne rapidement l'intelligentsia et des auteurs-réalisateurs tels qu'Alain Robbe-Grillet, Marco Ferreri ou Barbet Schroeder, abordent de façon directe les divers aspects de la sexualité. Grâce à l'érotisme, le cinéma japonais parvient à s'exporter et le cinéaste Nagisa Ōshima obtient deux beaux succès avec L'Empire des sens (515 000 entrées sur Paris-Périphérie en 1976) et L'Empire de la passion (104 000 en 1978).
Le cinéma italien produit également quantité d'œuvres jouant sur l'érotisme de ses héroïnes. En 1973, Laura Antonelli gagne ainsi ses galons de star internationale grâce à ses porte-jarretelles aguicheurs dans Malizia. Le genre atteint son apogée avec le Caligula de Tinto Brass en 1980.
Le Québec n'est pas étranger au mouvement, entrant dans la ronde avec une vague de films érotiques qui commence par Valérie (1968), avec Danielle Ouimet, suivi de L'Initiation (1970) et de Deux femmes en or (1970). Quoique relativement peu explicites, ces films prennent une signification particulière dans cette province en pleine Révolution tranquille à peine sortie du carcan moralisateur séculaire de l'Église; aussi ces films auront-ils un grand retentissement et remporteront-ils un grand succès commercial.

#### Multiplication des films pornographiques («hard»)
Dans le même temps, les premiers films hardcore (avec des actes sexuels non simulés) apparaissent à partir de 1969. Le mouvement commence sur la côte Ouest des États-Unis (San Francisco) et s'étend rapidement au reste du monde. Gorge profonde (1972) avec Linda Lovelace, et The Devil in Miss Jones de Gérard Damiano (1973) ne sortent en France qu’en 1975. Le premier attire 157 000 spectateurs sur Paris-périphérie et le second 102 000. Les États-Unis n'auront le droit qu'à des versions soft de ces deux films pourtant américains.
L'autre grand classique de cette époque est Derrière la porte verte (1972) des frères Mitchell. Du côté français, José Bénazéraf sort cette même année quatre films hard. Les films pornographiques qui représentent la moitié des films projetés prennent 20 % de part de marché sur Paris-ville et 15 % sur la France (soit 25 M de spectateurs). Exhibition de Jean-François Davy attire 575 000 spectateurs sur Paris-périphérie et 1,5 million sur la France, soit un score comparable au succès des James Bond de l'époque. Trois autres films dépasseront le millions d'entrées en France : Les Jouisseuses en 1974 (2,2 M), Les expériences sexuelles de Flossie en 1975 (1,5 M) et La masseuse perverse en 1973 (1,1 M).
Cette prolifération de films hard suscite une véritable levée de boucliers. On pense d'abord à l'autodiscipline, mais ce n'est pas suffisant. Le 31 octobre 1975, est votée en France la loi qui institue le classement X qui oblige à diffuser les films jugés pornographiques dans des salles spécialisées, la taxe sur la valeur ajoutée est majorée de 20 %, et la suppression de tout droit au soutien automatique. Une taxe de 300 000 francs est mise en place sur l'exploitation des films X étrangers, ce qui crée un protectionnisme de fait qui va permettre à la production française de vivre correctement pendant encore quelques années : 85 % des films projetés en France sont français. Le cinéma X français crée alors ses stars : Alban Ceray, Jean-Pierre Armand, Richard Allan pour les hommes, Marilyn Jess ou Brigitte Lahaie chez les femmes. En 1977, les salles X font encore huit millions d'entrées sur la France, soit 5 % des entrées.
Cette loi est votée par la droite parlementaire alors que la gauche y est majoritairement opposée. Une grande manifestation a même eu lieu au Trocadéro et les partis de gauche annoncent qu'ils dénonceront cette « censure » à la prochaine alternance. En 1981, la gauche revient au pouvoir…

### Depuis 1981: l'érotisme quitte les salles
De 200 salles en 1975, la loi du 31 octobre 1975 a fait chuter le nombre à 136 l'année suivante. Ce nombre tombe à 72 fin 1981, mais la part des films X est encore de 13 % de la fréquentation de Paris intra-muros et 5 % sur la France.
Les plus gros succès du genre attirent environ 170 000 spectateurs. Les deux réalisateurs dans le vent sont alors Burd Tranbaree (Les bas de soie noire, Initiation d'une femme mariée) et Gérard Kikoïne (Bourgeoise et Pute). La ressortie d'Exhibition attire encore 87 000 spectateurs en 1983.
L'année suivante marque une cassure. Les temps ont changé (la peur du SIDA apparaît) et l'esprit libertaire des années 1970 a progressivement laissé le champ à l'esprit libéral des années 1980. L'essor de la vidéo permet au spectateur de film érotique (hard et soft) de rester chez lui. Le marché du X en salles s'effondre, comme l'illustre bien le plus gros succès de 1984[Lequel ?] qui fera moins de la moitié de celui de 1983 (55 000 contre 134 000 entrées sur Paris)[réf. souhaitée]. Le mouvement s'amplifie en 1985, lorsque Canal+ est autorisé à diffuser un film X par mois (ce qui sauve la chaîne de la faillite). Le premier sera Exhibition. Le même phénomène se produit dans tous les pays à l'image de ce que décrit très bien Boogie Nights de Paul Thomas Anderson qui s'inspire de l'histoire du hardeur John C. Holmes. En 1991, il n'y a plus que 24 salles X sur tout le territoire français et, dix ans plus tard, une seule  à Paris (Le Beverley - 75002).
Même pour le film de charme (soft), la fréquentation s'érode. Emmanuelle 4 (1984) côté France et 9 Semaines ½ (1985) côté États-Unis sont les derniers films érotiques à connaître un succès en salles. John Derek, en association avec sa femme Bo Derek (révélée dans Elle de Blake Edwards) et David Hamilton connaissent l'échec alors qu'ils représentaient les réalisateurs à succès du film érotique soft à la fin des années 1970. Le film érotique soft se cantonnera désormais à des productions télé calibrées pour les secondes parties de soirée. L'érotisme des films des années 1980 et 1990 est moins naturel. On joue davantage sur la suggestion (Sharon Stone dans Basic Instinct) et la sensualité (Exotica ou L'Amant). Seul le cinéma espagnol donnera au nu un peu de chaleur avec des personnalités telles que Pedro Almodóvar (Attache-moi !) ou Bigas Luna (Les Vies de Loulou).
Néanmoins les jeunes actrices n'hésitent plus à se dévêtir pour accéder à la célébrité.
La création du Journal du hard sur Canal+, la baisse du prix des cassettes (qui passent de plus de 1 000 francs en 1984 à moins de 100 francs[pas clair] quinze ans plus tard), la publicité faite par les chaînes de télévision aux stars du X et l'essor du DVD finissent par déculpabiliser les spectateurs. Brigitte Lahaie et Traci Lords furent parmi les premières vedettes du genre (elles tentèrent par la suite une reconversion dans le cinéma traditionnel — Henry et June pour la première et Cry-Baby pour la seconde — mais sans succès).
Le marché de la vidéo hard explose et de véritables empires du sexe filmé sont créés (le suédois Private ou l'américain Vivid par exemple), profitant de l'essor de chaînes de télévision spécialisées (Play-boy TV aux États-Unis dès les années 1980, XXL en France au milieu des années 1990).  Les films érotiques hard assurent plus de 75 % des recettes de pay-per-view dans les hôtels et les cassettes X quittent les magasins spécialisés pour être vendues dans les kiosques à journaux traditionnels...  Ce cinéma crée ses vedettes : les hommes restent (Christophe Clark, Tom Byron, Roberto Malone, Rocco Siffredi), les femmes passent (Traci Lords, Praisley Hunter, Julia Channel, Tabatha Cash, Laure Sinclair...). Les dialogues n'étant pas fondamentaux, les stars accèdent rapidement à un statut international à l'instar de l'italienne Selen ou des nombreuses nymphettes de l'Europe de l'Est : Tania Russof, Lea Martini, Anita Blonde...). L'interview accordé à objectif-cinema.fr par Ovidie, actrice et réalisatrice de films pornographiques, est particulièrement instructive pour comprendre la réalité d'une production X aujourd'hui.
Au milieu d'une production de niveau très médiocre, ressortent des films de qualité qui s'appuient sur des réalisateurs tels qu'Andrew Blake (ancien photographe), Marc Dorcel (ancien producteur), Pierre Woodman (ancien policier) ou encore Paul Thomas et John Leslie (deux anciens acteurs du X du début des années 1980).
Dans les années 1990, les Hot d'Or, qui récompensent les meilleures productions X sont organisées en parallèle des festivités du festival de Cannes... Le cinéma traditionnel fait de plus appel aux comédiens du X : Ovidie dans Le pornographe et Mortel transfert, Raffaëla Anderson et Karen Bach dans Baise-moi, Rocco Siffredi dans Romance.
L'année 2000 a marqué la rencontre entre le cinéma traditionnel et le X. D'une part, Baise-moi de Virginie Despentes et Coralie Trinh Thi (ex-hardeuse) se voit retirer son visa d'exploitation dans le circuit normal. D'autre part, 15 ans après la fellation de Maruschka Detmers dans Le Diable au corps, celle non simulée du film de Patrice Chéreau dans Intimité ne provoque plus aucune polémique. Enfin, Lars von Trier (Palme d'or à Cannes 2000 pour Dancer in the Dark) a produit un vrai film X : Pink prison qui contient d'authentiques scènes hard. 
En 2002, à la suite de la publication d'un rapport sur l'environnement médiatique de la jeunesse (révélant que 11 % des 4/12 ans dont les parents sont abonnés à Canal+ ont vu un extrait) et d'une réglementation européenne contraignante en la matière, la diffusion de films X à la télévision française est remise en cause.
Il faut dire que le genre s'est démocratisé à la télévision française : plus de 100 films à caractère pornographique proposés sur les chaînes du câble et du satellite (XXL, CinéCinéma et TPS cinéma) auquel il convient d'ajouter 80 titres sur Kiosque et Multivision multidiffusés (achetés entre 1 500 et 10 000 euros - 25 000 pour Canal+). Pour Vidéo Marc Dorcel, la télévision représente 15 % de son chiffre d'affaires (4,2 M€ sur 28 M€). Quant à l'audience de ces films, elle est loin d'être confidentielle :
- avec plus d'un million d'abonnés[6], XXL représente le quart de Canal+ (sans en avoir les contraintes financières) ;
- le film X de Canal+ est vu par 35 % des abonnés[7].
- d'après un opérateur, 5 à 10 % des abonnés aux chaînes cinéma sont motivés exclusivement par les films pornographiques.

## Quelques films de référence
- 1974 : Emmanuelle de Just Jaeckin[8]
- 1975 : Supervixens de Russ Meyer
- 1975 : La Bête de Walerian Borowczyk
- 1976 : L'Empire des sens de Nagisa Ōshima
- 1979 : Caligula de Tinto Brass
- 1984 : Les Jours et les nuits de China Blue de Ken Russell
- 1986 : 9 Semaines ½ de Adrian Lyne
- 1992 : Basic Instinct de Paul Verhoeven[8]
- 2003 : Innocents: The Dreamers de Bernardo Bertolucci[8]
- 2013 : Nymphomaniac de Lars von Trier[8]
- 2015 : Cinquante Nuances de Grey de Sam Taylor-Wood
- 2016 : The Neon Demon de Nicolas Winding Refn